# Joseph Séguy
Joseph Séguy (* 1689 in Rodez; † 25. März 1761 in Meaux) war ein französischer römisch-katholischer Geistlicher, Kommendatarabt, Dichter und Mitglied der Académie française.

## Leben und Werk
Abbé Joseph Séguy war Hofprediger. 1729 hielt er die traditionelle Lobrede auf Ludwig den Heiligen vor der Académie française und wurde, da er wenig begütert war, mit der Charge des Kommendatarabts der Prämonstratenserabtei Genlis in Villequier-Aumont belohnt. 1732 erhielt er den Poesie-Preis der Akademie. 1735 hielt er die Trauerrede auf Marschall Claude-Louis-Hector de Villars. Daraufhin betrieb dessen Witwe Jeanne-Angélique Roque de Varengeville seine Aufnahme in die Akademie so energisch, dass berufenere Kandidaten wie Jean-François Boyer oder Pierre-Claude Nivelle de La Chaussée ihre Kandidatur zurückzogen (Boyer) oder in der Abstimmung unterlagen (La Chaussée). Er wurde 1736 aufgenommen und besetzte den Sitz Nr. 36. Kritik am Verfahren durch Pierre François Guyot Desfontaines konnte aufgefangen werden. Séguy selbst war der Vorgang peinlich. Er sehnte sich später danach, vergessen zu werden und zog sich auf sein Kanonikat in Meaux zurück. Dort starb er 1761 im Alter von 71 Jahren und wurde in der Kathedrale von Meaux beigesetzt.
Séguy hatte einen Bruder unbekannten Vornamens, der Freund von Jean-Baptiste Rousseau war und dessen postume Werkausgabe von 1743 betreute.

## Werke
- Oraison funèbre de très-haut et très-puissant Louis-Hector duc de Villars, pair et maréchal de France. Paris 1735.
- Discours académiques et poésies. Den Haag 1736.
- Panégyriques de Saints. Paris 1736.
- Oraison funèbre de très-haut et très-puissant seigneur Monseigneur Henry de Thiard de Bissy. Paris 1737.
- Sermons pour les principaux jours du Carême. Paris 1746.
- Les sermons complets et les oeuvres spirituelles choisies du P. Lafiteau, et les Oeuvres complètes de Séguy. In: Jacques-Paul Migne (Hrsg.), Collection intégrale et universelle des orateurs sacrés. Bd. 52. Migne, Paris 1855.
- Nouvel essai de poésies sacrées, ou Nouvelle interprétation en vers de cantiques de l’Écriture et de pseaumes. Laurent Courtois, Meaux 1756.